# Predrag Bjelac
Predrag Bjelac (in cirillico Предраг Бјелац), (Belgrado, 30 giugno 1962) è un attore serbo, conosciuto principalmente per aver interpretato Igor Karkaroff in Harry Potter e il calice di fuoco e Lord Donnon in Le cronache di Narnia - Il principe Caspian.

## Biografia
Laureatosi alla facoltà di arti drammatiche dell'Università di Belgrado nel 1986, successivamente ha studiato al Lee Strasberg Theatre Insititute di New York. Attualmente risiede nella Repubblica Ceca, lavorando non solo come affermato attore, ma anche come imprenditore.
Dalla ex moglie Katarina (con cui è stato sposato dal 1994 al 2013) ha avuto due figlie: Una e Tara.

## Filmografia parziale

### Cinema
- Šest dana juna (1985)
- Čudna noć (1990)
- EuroTrip (2004)
- Kad porastem biću kengur (2004)
- Harry Potter e il calice di fuoco (2005)
- Amor Fati - cortometraggio (2005)
- Omen - Il presagio (2006)
- Ro(c)k podvraťáků (2006)
- Le cronache di Narnia - Il principe Caspian (2008)
- Ironclad 2 (2014)

### Televisione
- Poslednja priča - film TV (1987)
- Warriors - film TV (1999)
- The Immortal - serie TV, 1 episodio (2001)
- I figli di Dune - miniserie TV (2003)
- Spooks - serie TV, 1 episodio (2007)
- The Fixer - serie TV, 1 episodio (2008)
- Dobrá čtvrť - serie TV, 3 episodi (2008)
- The Courier 2.0 - film TV (2008)
- Genius - serie TV (2017)
- Killing Eve - serie TV (2020)

## Spot pubblicitari
- Tiger Beer (Singapore)
- Pim's Choco Magic